# Muhammad Mian Soomro
Muhammad Mian Soomro (n. 1950 en Karachi) és un banquer i polític pakistanès, que va ser president interí del Pakistan després de la dimissió de Pervez Musharraf el 18 d'agost de 2008.

## Carrera
Va ser elegit senador per primera vegada el 23 de febrer de 2003 i posteriorment, President del Senat, el 12 de març de 2003. El 15 de novembre del 2007 va ser nomenat Primer Ministre del Pakistan, després de la fi del mandat de Shaukat Aziz.